# Hendrik Wijbrand de Boer
Hendrik Wijbrand de Boer (26 de agosto de 1885-1970) fue un botánico neerlandés, especialista en el género Mesembryanthemum.
Asistió a escuelas en Groningen y más tarde a la Universidad, donde estudió Farmacología, obteniendo en París su Ph.D..

## Algunas publicaciones

### Libros
- desmond t. Cole, hendrik w. de Boer, chester b. Dugdale, david l. Sprechman. 1970. Lithops: With Anatom Study. Editor Fairleigh Dickinson Univ. Press, 57 pp.
- hendrik w. de Boer, s. Simons, n.j.m. Vortman. 1932. Onderzoekingen betreffende het verband tusschen melkwinning en reductase-tijd (Investigaciones sobre la relación entre el tiempo de ordeño y la reductasa). 19 pp.
- -----------------------------. 1932. De ontwikkeling van het levensmiddelenonderzoek (Desarrollo de la investigación alimentaria). Editor Walters, 25 pp.
- -----------------------------. 1913. Étude micrographique de dix drogues végétales nouvelles de la Pharmacopée Néerlandaise. École supérieure de pharmacie de Paris. 4ª ed. de Imprimerie et lithographie Lucien Declume, 196 pp.